# Незлобненский сельсовет
Незло́бненский сельсове́т — упразднённое сельское поселение в составе Георгиевского района Ставропольского края Российской Федерации.

## География
Находится в южной части Георгиевского района.

## История
1 июня 2017 года, в соответствии с Законом Ставропольского края от 2 марта 2017 года № 21-кз, городской округ город Георгиевск и все муниципальные образования Георгиевского муниципального района (Александрийский сельсовет, Балковский сельсовет, станица Георгиевская, село Краснокумское, Крутоярский сельсовет, Станица Лысогорская, Незлобненский сельсовет, село Новозаведенное, посёлок Новый, село Обильное, станица Подгорная, Ульяновский сельсовет, Урухский сельсовет и Шаумяновский сельсовет) преобразованы, путём их объединения, в Георгиевский городской округ.

## Население
| 1989    | 2002    | 2010    | 2011    | 2012    |
| ------- | ------- | ------- | ------- | ------- |
| 15 627  | ↗18 638 | ↗20 306 | ↘19 983 | ↘19 978 |
| 2013    | 2014    | 2015    | 2016    | 2017    |
| ↗19 990 | ↘19 959 | ↗20 007 | ↗20 092 | ↗20 137 |

### Национальный состав
По итогам переписи населения 2010 года на территории поселения проживали следующие национальности (национальности менее 1 %, см. в сноске к строке «Другие»):
| Национальность | Численность | Процент |
| -------------- | ----------- | ------- |
| Русские        | 13 523      | 66,60   |
| Армяне         | 4362        | 21,48   |
| Цыгане         | 1061        | 5,23    |
| Украинцы       | 613         | 3,02    |
| Другие         | 747         | 3,68    |
| Итого          | 20 306      | 100,00  |

## Состав поселения
До упразднения Незлобненского сельсовета в состав его территории входили 2 населённых пункта:
| № | Населённый пункт | Тип населённого пункта          | Население |
| - | ---------------- | ------------------------------- | --------- |
| 1 | Незлобная        | станица, административный центр | ↘19 000   |
| 2 | Приэтокский      | посёлок                         | →500      |

## Местное самоуправление
- Совет депутатов сельского поселения Незлобненский сельсовет (состоял из 18 депутатов, избираемых на муниципальных выборах по одномандатным избирательным округам сроком на 5 лет)
- Администрация сельского поселения Незлобненский сельсовет

Председатели совета депутатов, Главы муниципального образования
- Лисов Анатолий Сергеевич[17]

Главы администрации
- Степанова Елена Алексеевна
- Павлов Алексей Валерьевич[17]

## Инфраструктура
- Два дома культуры
- Централизованная районная библиотечная система
- Молодёжный центр[18]
- Незлобненская районная больница
- Ипподром

## Образование
- Детский сад № 1 «Тополек»[19]
- Детский сад № 13 «Вишенка»
- Детский сад № 19 «Золотой петушок»
- Детский сад № 24 «Теремок»
- Детский сад № 26 «Гнёздышко»[20]
- Средняя общеобразовательная школа № 12
- Средняя общеобразовательная школа № 13
- Средняя общеобразовательная школа № 14
- Детская музыкальная школа[21]
- Детско-юношеская спортивная школа[22]
- Специальная (коррекционная) общеобразовательная школа № 22 VIII вида[23]

## Экономика
В Незлобной функционируют: ОАО «НКХП», АОЗТ ПМК «Незлобненская», элеватор, СПК-колхоз «Дружба», НПО «Нива Ставрополья», 5 автозаправочных станций. Значительная часть жителей работает и учится в Георгиевске.

## Религия
- Церковь Святого Архистратига Божия Михаила

## Памятники
- Братская могила воинов, погибших в годы гражданской и Великой Отечественной войн. 1918—1920, 1942—1943, 1955 года, реставрирован в 1976 году[24]
- Братская могила советских воинов, погибших в годы Великой Отечественной войны. 1975 год[25]
- Памятник В. И. Ленину[26]